# Міжнародна рада з дослідження моря
Міжнародна рада з дослідження моря, ІКЕС (англ. International Council for the Exploration of the Sea, ICES) — глобальна міжурядова організація, яка сприяє розвитку морської науки та надає рекомендації для підтримки сталого використання ресурсів океану.

## Історія створення
22 липня 1902 р. у Копенгагені після міжнародної конференції з проблем морського середовища була заснована Міжнародна рада з дослідження моря.
Місією Ради було відстоювання інтересів галузі рибальства та сприяння заощадливій експлуатації ресурсів моря, шляхом виконання наукових досліджень, розвитку співпраці на основі міжурядових домовленостей.
Діяльність ІКЕС мала для країн-членів велике практичне значення у вирішенні екологічних питань таких, як: збереження популяцій оселедця, тріски; міграційні процеси та їх вплив на результати промислу, надлишковий вилов риби.
Варто зазначити, що дослідження, які проводилися вченими з ІКЕС на початку XX сторіччя, залишилися пріоритетними та актуальними і в наш час.
В період з 1902 — 1919 рр. сформувалися основні напрямки наукової діяльності ІКЕС. Дослідження в галузі природничих наук стосувалися питань нераціональної експлуатації запасів риби, регулювання промислового вилову.
1920 — 1959 рр. — розробка теоретичної бази для рибальства, з використанням методів математичного моделювання
1980 — 2001рр. — розробляються та впроваджуються інноваційні підходи до проведення досліджень, застосовується багатовидове моделювання у спостереженнях за популяціями риб. Вдосконалюється структура ІКЕС.

## Структура
Рада ІКЕС є основним директивним органом, який приймає рішення.
Бюро — виконавчий орган Ради
До складу ІКЕС входить майже 150 експертних груп, які займаються великою кількістю питань, пов'язаних з екосистемою моря .
Науковий комітет (SCICOM) основний науковий орган ІКЕС, що контролює роботу за всіма напрямками морської науки, як: динаміка океану, зміна клімату, екологія, функціонування екосистем, дослідження та відбір  проб, комплексна оцінка та моделювання, рибальство, аквакультура, біологія.
Керівні групи (SSG) керують експертними групами та забезпечують передачу даних, координують потреби Плану ICES, а також планують майбутні події.
Консультативний комітет (ACOM) займається оцінкою передових досягнень науки для надання консультацій з найбільш сталого використання і охороні морських екосистем.
Фінансовий комітет відповідає за контроль фінансових питань Організації.

## Члени
ІКЕС являє собою мережу закладів, де працюють близько 4 000 вчених з 350 морських інститутів у 20 країнах-членах та за її межами. 1600 науковців щорічно беруть участь у роботі Організації
Членами Міжнародної ради з дослідження моря є 20 країн:Литва, Латвія, Естонія, Канада, Польща, Бельгія, Данія, Фінляндія, Ірландія, Ісландія, Нідерланди, Норвегія, Португалія, Іспанія, Швеція, Велика Британія, США, Німеччина, Франція, Росія.